# Kościół św. Józefa w Wieluniu
Kościół św. Józefa w Wieluniu – rzymskokatolicki kościół parafialny znajdujący się w Wieluniu. Kościół należy do parafii Parafia św. Józefa Oblubieńca Najświętszej Maryi Panny w Wieluniu.

## Historia i architektura
Należał do zespołu zabudowań dawnego kolegium pijarskiego i pełnił funkcję świątyni przyklasztornej. W 1957 kościół stał się świątynią parafialną. Kościół murowany zbudowany został w stylu barokowym, na osi północ-południe, świątynia  trójnawowa w układzie bazylikowym. 

## Organy
W 1750 r zainstalowano w świątyni siedmiogłosowy pozytyw. Instrument ten spłonął zapewnie podczas pożaru, w dniu 3 września 1795 r.. Obecny instrument zamontowany został ok. 2000 roku.

## Galeria

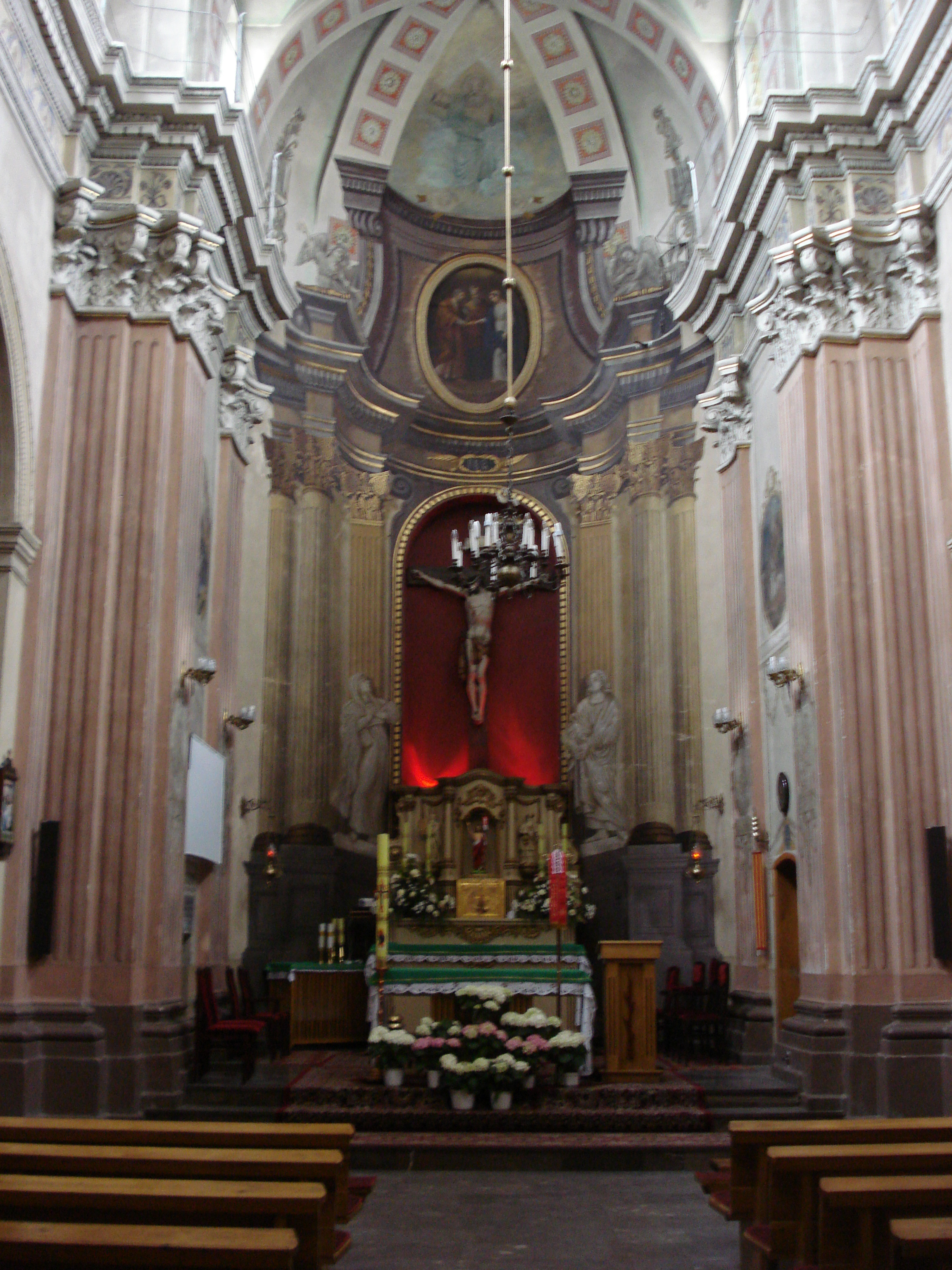
Wnętrze świątyni
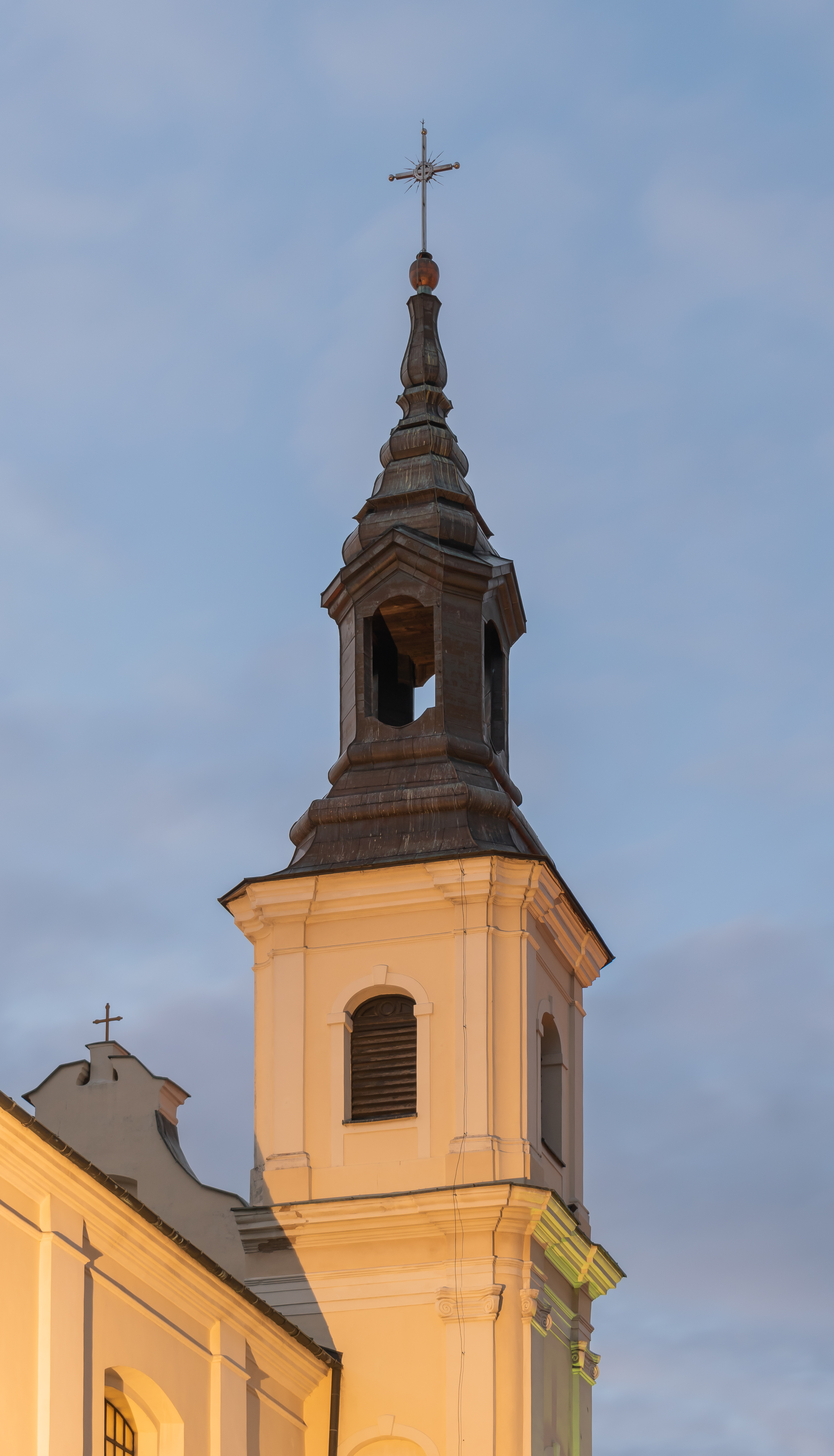
Jedna z kościelnych wież
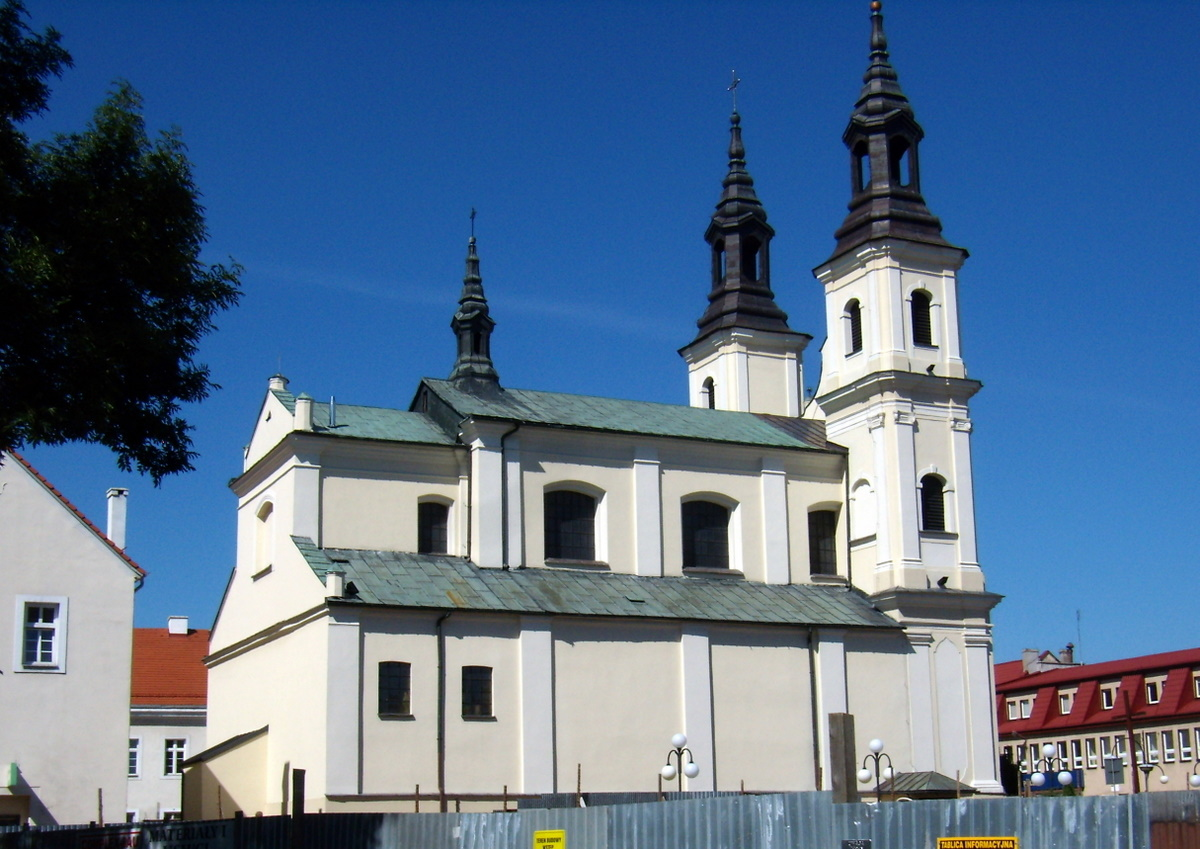
Widok kościoła